# 3778 Regge
A 3778 Regge (ideiglenes jelöléssel 1984 HK1) a Naprendszer kisbolygóövében található aszteroida. Ferreri, W. fedezte fel 1984. április 26-án.